# Шерменево
Шерменево (рос. Шерменево) — присілок в Кстовському районі Нижньогородської області Російської Федерації.
Населення становить 10 осіб. Входить до складу муніципального утворення Прокошевська сільрада.

## Історія
Від 2009 року входить до складу муніципального утворення Прокошевська сільрада.

## Населення
| 2002 | 2010 |
| ---- | ---- |
| 16   | ↘10  |